# Assassinat d'Indira Gandhi

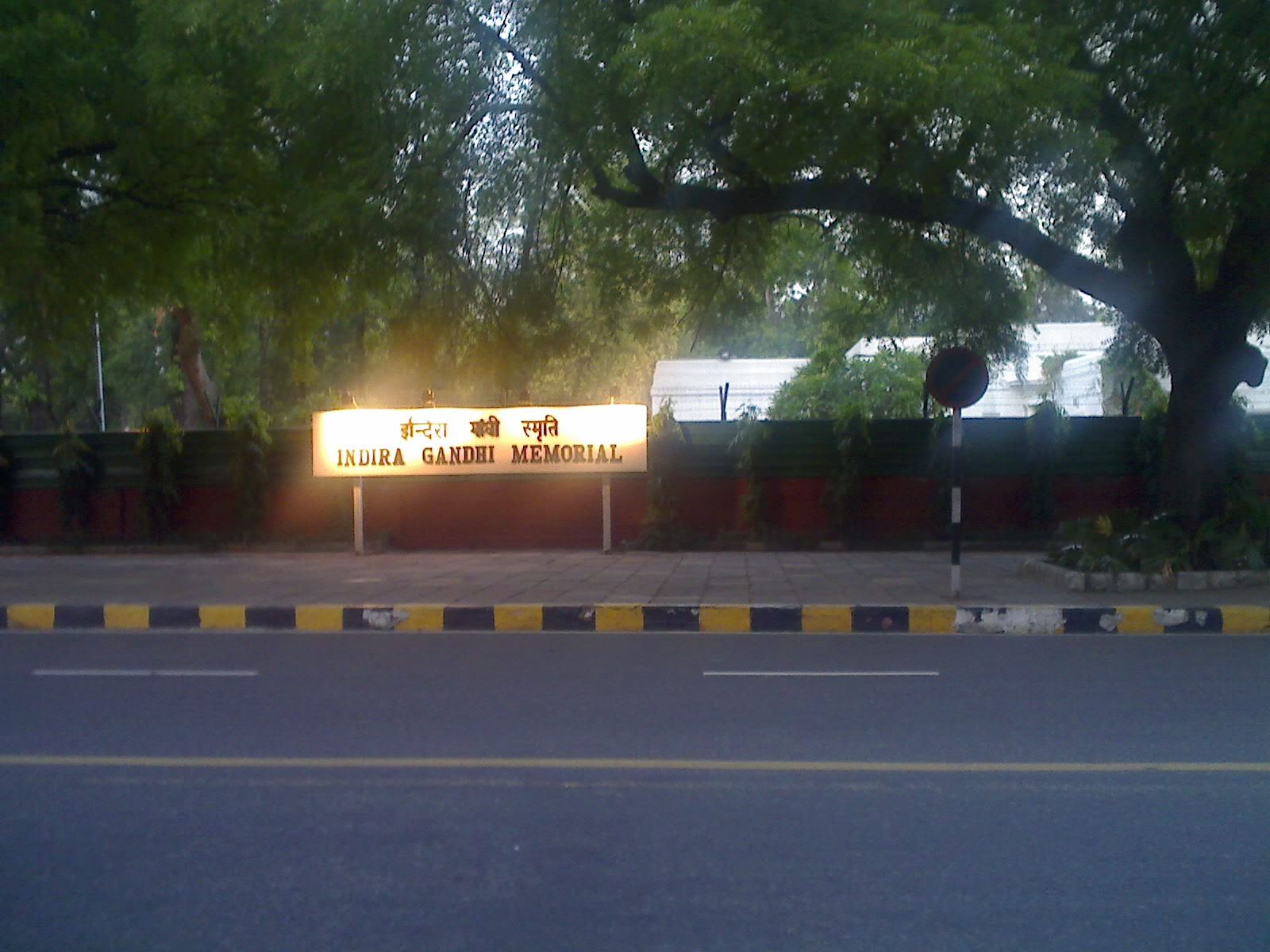
Record al lloc de l'assassinat, carreteraSafdarjung, Nova Delhi

La primera ministra índia Indira Gandhi va ser assassinada a les 9.29 del matí del 31 d'octubre de 1984 a la seva residència de Safdarjung, Nova Delhi. La van matar els seus guardaespatlles: Satwant Singh i Beant Singh com a conseqüència de l'operació Estrella Blava, l'assalt de l'exèrcit indi al Temple Daurat a Amritsar, el juny del 1984, que va deixar el temple sikh molt danyat.

## L'operació Estrella Blava
L'Operació Estrella Blava va tenir un fort impacte en la política de l'Índia. Va provocar que una gran part del jovent sikh s'unís al moviment separatista del Khalistan. Indira Gandhi era impopular entre els Sikhs per la funció que va tenir en l'operació, la qual va destruir i va fer malbé parts de l'Akal Takht, a més de provocar la mort de molts pelegrins sikh. La manera de fer Sikh va ser menystinguda pel fet que personal de l'exèrcit entrés amb botes al complex de temple, a part de la destrucció de documents sikh i manuscrits de la biblioteca del temple que va cremar a causa dels explosius que es van fer servir durant l'operació. Tals reclamacions i altres rumors van crear una atmosfera de desconfiança cap al govern i van acabar en una conspiració per a assassinar Gandhi. Això va passar al cap de quatre mesos del final de l'operació.
La percepció d'amenaça a la vida de Gandhi va augmentar després de l'operació. Consegüentment, els serveis secrets indis van retirar els Sikhs de la feina de guardaespatlles personal de Gandhi a causa de la por que hi pogués haver un assassinat. Tanmateix, Gandhi era de l'opinió que això reforçaria la seva imatge antisikh entre la població i enfortiria els seus adversaris polítics. Va ordenar al Grup de Protecció Especial que retornessin els guardaespatlles sikh, incloent-hi en Beant Singh que era el preferit de la primera ministra.

## L'assassinat

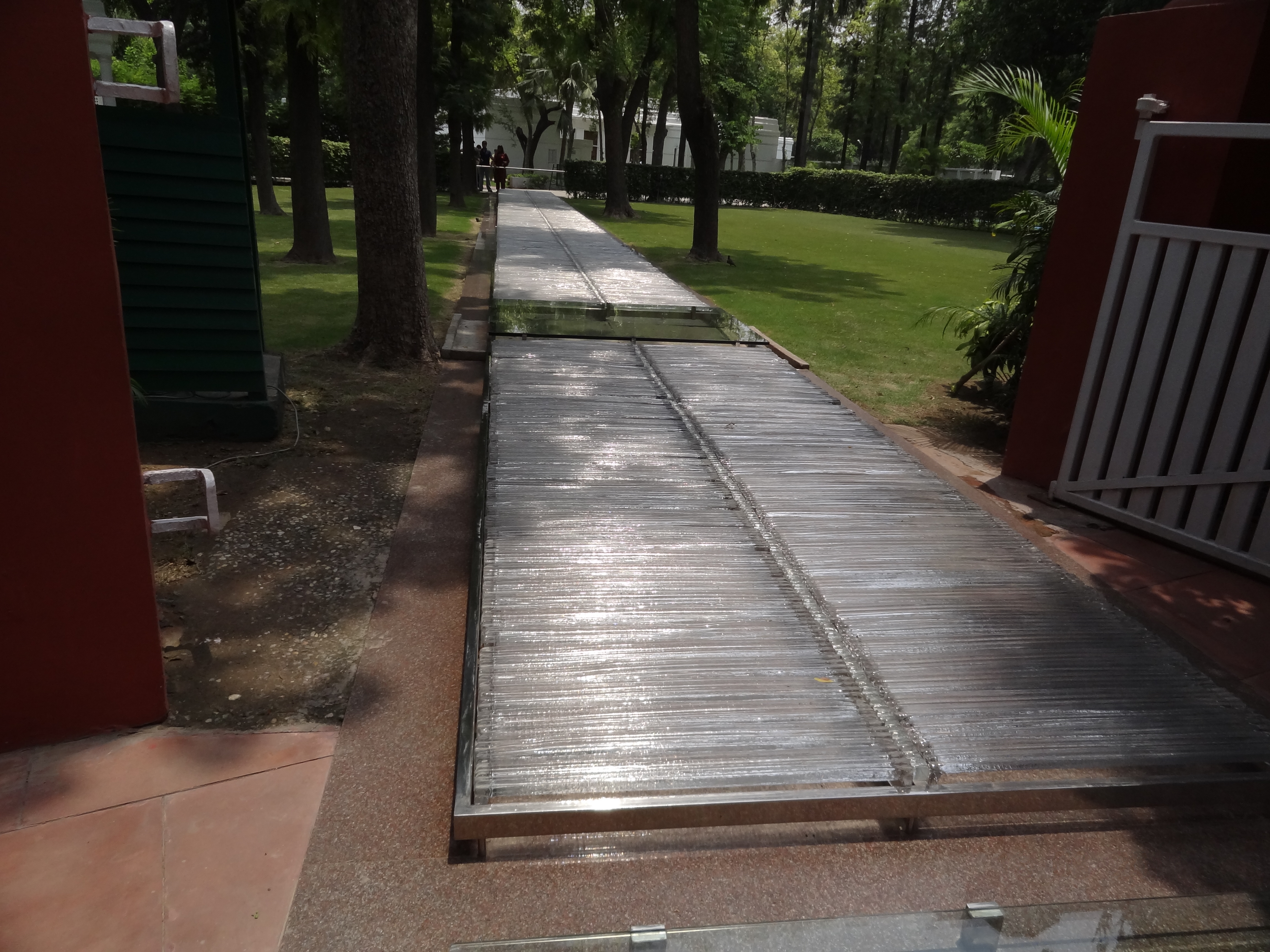
El lloc on van disparar Indira Gandhi és marcat per una obertura de vidre en el camí de cristall del Memorial d'Indira Gandhi.

Cap a les 9.20 del matí del 31 d'octubre de 1984, Gandhi anava cap a una entrevista que li havia de fer l'actor britànic Peter Ustinov, que filmava un documental per la televisió irlandesa. Caminava pel jardí de la residència del Primer ministre al número 1 de la carretera de Safdarjung de Nova Delhi cap a l'oficina del carrer Akbar número 1.
Gandhi va passar pel lloc maleït protegida per Satwant i Beant Singh, que van disparar-li. Beant li va disparar tres vegades a l'abdomen amb una pistola de calibre 38, llavors, quan Gandhi ja era a terra, Satwant va disparar-li trenta vegades amb la seva pistola Sten. Ambdós homes van abaixar les armes i Beant va dir, "he fet allò que havia de fer. Un fa allò que vol fer". En els següents sis minuts, els agents de la Policia de Frontera Tarsem Singh Jamwal i Carner Saran van capturar i matar Beant, mentre Satwant va ser arrestat per un altre dels guardaespatlles. Un col·laborador que intentava fugir va ser malferit. El 1989 van penjar fins a la mort Satwant Singh i el col·laborador, que es deia Kehar Singh.
Salma Sultan va donar notícia de l'assassinat de Gandhi a les notícies del vespre de Doordarshan el 31 d'octubre de 1984, al cap de més de deu hores de l'assassinat. Es diu que el secretari de Gandhi, R. K. Dhawan, va despatxar els oficials de seguretat que havien ordenat l'extracció de policies sikhs com a amenaça de seguretat, incloent-hi els assassins. 
Beant era un dels guàrdies preferits de Gandhi, es coneixien de feia deu anys. Satwant tenia 22 anys quan la va matar, havia estat assignat a la guàrdia de Gandhi només cinc mesos abans de l'assassinat.

## Mort

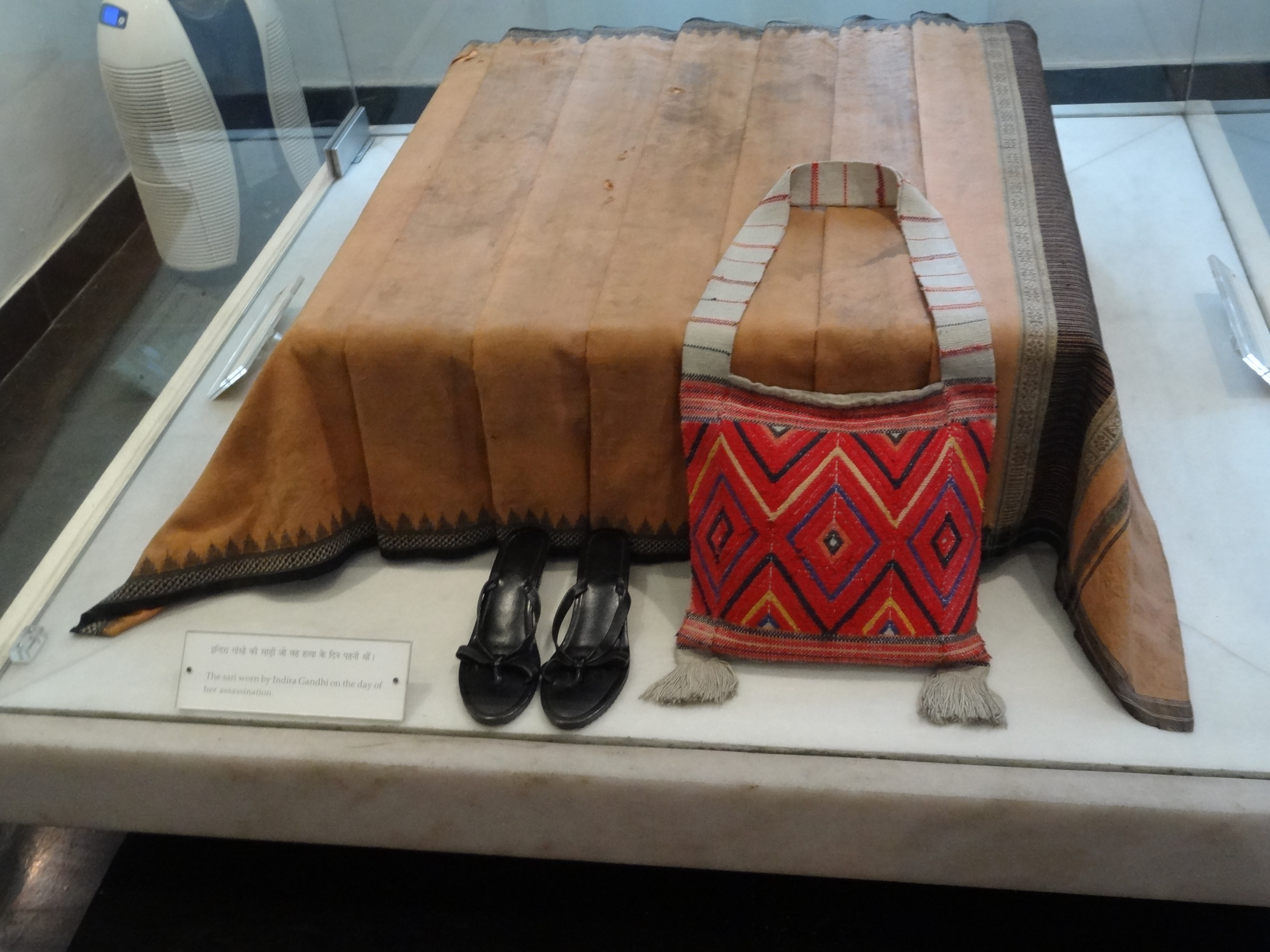
Les pertinences de Gandhi tacades de sang que es conserven al museu commemoratiu Indira Gandhi de Nova Delhi.

Van portar Gandhi a l'hospital de Nova Delhi a les 9.30 del matí, on els doctors la van operar. La van declarar morta a les 2.20 de la matinada. L'autòpsia va dur-la un equip de doctors comandats per en Tirath Das Dogra, que va declarar que 30 bales havien impactat amb Gandhi provinents d'una pistola Sterling i d'un revòlver. Els assassins havien disparat trenta-tres bales, de les quals trenta l'havien tocat; vint-i-tres bales havien passat a través del seu cos i set s'havien quedat dins. Dogra va extreure bales per fer els estudis balístics i per correlacionar cada arma amb les seves bales. Van aparellar les bales amb les armes respectives a CFSL Delhi. El cos va ser transportat cap a Teen Murti Bhavan, on el seu pare reposa en pau, en un comboi a través dels carrers de Delhi el matí del primer de novembre. Va ser incinerada el 3 de novembre prop de Raj Ghat, un monument commemoratiu a Mahatma Gandhi, en una àrea anomenada Shakti Sthal. El seu fill gran i successor Rajiv Gandhi va encendre la pira.

## Conseqüències
Durant els següents quatre dies, milers de Sikhs van ser assassinats per venjança.
La comissió d'investigació (comandada per Manharlal Pranlal Thakkar), va provar l'assassinat de Gandhi i va recomanar una investigació a part per la conspiració que hi havia darrere del crim. L'informe de Thakkar apuntava que hi havia sospites de complicitat en la conspiració de R. K. Dhawan. Satwant Singh i el col·laborador Kehar Singh van ser sentenciats a mort. Tots dos van ser executats el 6 de gener de 1989.
Un film Punjabi titulat Kaum De Heere (els diamants de les persones) parla de les vides del guàrdies que van matar Indira Gandhi. Havia de passar-se el 22 d'agost del 2014, fet que fou prohibit pel govern indi.